# John Toshack
John Toshack (Cardiff, 22 maart 1949) is een voetbaltrainer en voormalig profvoetballer uit Wales.

## Spelerscarrière
Toshack is de zoon van een Schotse vader en een Welshe moeder. Hij begon zijn voetbalcarrière als aanvaller bij Cardiff City FC, de club uit zijn geboortestad. Op 13 november 1965 maakte hij op zestienjarige leeftijd zijn debuut tegen Leyton Orient FC. Met zijn 16 jaar en 236 dagen werd hij hiermee de jongste speler ooit die in actie kwam voor de club. Dit record werd 42 jaar later gebroken door Aaron Ramsey in 2007.
Toshack zou uiteindelijk vijf jaar bij Cardiff blijven en versierde in 1970 een transfer naar Liverpool FC. Daar maakte hij in acht jaar tijd 96 doelpunten en won hij verschillende prijzen: hij werd drie keer landskampioen (1972/73, 1975/76 en 1976/77) en won twee keer de UEFA Cup (1972/73 en 1975/76), twee keer de Europacup I (1976/77 en 1977/78) en de FA Cup in 1973/74.
In 1978 keerde hij terug naar Wales, waar hij bij Swansea City AFC aan de slag ging als speler-trainer. Hij hield in 1984 op met voetballen. Toshack speelde 40 interlands voor Wales en maakte daarin dertien doelpunten.

## Trainerscarrière
In 1978 ging Toshack aan de slag bij Swansea City aan de slag als speler-trainer. Hij bleef er tot oktober 1983 en werd toen vervangen door Doug Livermore. Twee maanden later keerde hij terug, opnieuw als speler-trainer. In 1984 verliet hij de club definitief en werd hij trainer bij Sporting Lissabon en bleef een jaar. Zijn grootste successen kende hij in Spanje, waar hij trainer was van Real Sociedad (acht seizoenen), Real Madrid (twee seizoenen), Deportivo La Coruña (twee seizoenen) en Real Murcia (een seizoen). Verder was hij bondscoach van zijn land (in 1994 en van 2004 tot 2010) en van Macedonië (2011-2012) en was hij trainer van Beşiktaş JK (1997-1999), AS Saint-Étienne (2000-2001), Calcio Catania (2002-2003) en FK Khazar Lenkoran (2013). Van 2014 tot september 2016 was hij trainer van Wydad Casablanca.

## Erelijst
Als speler
 Cardiff City
- Welsh Cup: 1967/68, 1968/69

 Liverpool
- Football League First Division: 1972/73, 1975/76, 1976/77
- FA Cup: 1973/74
- FA Charity Shield: 1976
- UEFA Cup: 1972/73, 1975/76
- UEFA Super Cup: 1977

Als speler-trainer
 Swansea City
- Welsh Cup: 1980/81, 1981/82, 1982/83

Als trainer
 Real Sociedad
- Copa del Rey: 1986/87

 Real Madrid
- La Liga: 1989/90

 Deportivo La Coruña
- Supercopa de España: 1995

 Beşiktaş JK
- Türkiye Kupası: 1997/98

 FK Khazar Lankaran
- Azərbaycan Milli Futbol Superkuboku: 2013

 Wydad Athletic Club
- Botola Pro: 2014/15

Individueel
- Premio Don Balón: 1989, 1990